# Kolunić
Kolunić är ett samhälle i Bosnien och Hercegovina.   Det ligger i entiteten Federationen Bosnien och Hercegovina, i den västra delen av landet, 180 km väster om huvudstaden Sarajevo. Kolunić ligger 637 meter över havet och antalet invånare är 249.
Terrängen runt Kolunić är varierad. Kolunić ligger nere i en dal.Runt Kolunić är det ganska tätbefolkat, med 93 invånare per kvadratkilometer.. Närmaste större samhälle är Drvar, 16,5 km söder om Kolunić. 
I omgivningarna runt Kolunić växer i huvudsak blandskog.